# Dracs Catalans
Els Dracs Catalans (en francès Dragons Catalans, en anglès Catalans Dragons i oficialment Perpignan Dragons Rugby League Football Club) és un club nord-català de rugbi a 13 de la ciutat de Perpinyà. En l'actualitat competeix a la Superlliga europea de rugbi a 13 i a la Challenge Cup. En la lliga francesa i la Copa de França competeix amb l'equip filial amb el nom de Sant Esteve XIII Català. També té una secció femenina.
El club nasqué el juliol de 2005, a partir de la fusió el 2000 de dos clubs històrics del rugbi francès: el XIII Catalan (fundat el 1934) i l'AS Sant Esteve (fundat el 1965), amb el nom de Unió Tretzista Catalana (francès Union Treiziste Catalane). Amb la incorporació a la Superlliga europea de rugbi a 13 la temporada 2006, l'equip va adoptar el nom actual de Dracs Catalans. El president i ànima del club és Bernat Guasch. Disputa els seus partits a l'estadi Gilbert Brutus. L'himne del club és els Segadors i els seus colors el groc i vermell de la senyera. L'any 2007, sota la direcció de l'entrenador australià Mick Potter, els catalans realitzen una gran campanya a la Copa Challenge de rugbi a 13, esdevenint el primer club no anglès en arribar a la final de la competició. El 29 de juliol del 2007 derrotaren els Wigan Warriors per 37-24 a la semifinal. En la final disputada a l'estadi de Wembley davant de més de 80.000 espectadors el 25 d'agost foren derrotats pel St Helens RFC per 30 a 8.
El 25 d'agost del 2018, es van proclamar campions de la Copa Challenge disputada a l'estadi de Wembley, derrotant el Warrington Wolves per 20-14 i convertint-se en el primer club no britànic en guanyar la competició.

## Història

### 2000–2004: Fundació
El club es va fundar el 2000 després de la fusió de dos equips de Perpinyà, el Sant Esteve XIII Català i l'AS Saint Estève. L'equip fusionat va adoptar el nom d'Union Treiziste Catalane, sovint abreujat com a UTC.
El XIII Català es va fundar el 1935, per la qual cosa va ser membre fundador del Campionat de França. Durant la seva carrera, van guanyar 11 Campionats de França i 11 Lord Derby Cups. L'AS Saint-Estève es va fundar el 1965. Va guanyar sis campionats i quatre Lord Derby Cups. Hi havia dos clubs més en la competició de dotze equips de Pirineus Orientals: Pia XIII i Saint-Cyprien. El 2002, el Saint-Cyprien es va unir a l'equip fusionat de l'UTC. L'UTC va guanyar el Campionat de França de 2005 i les Lord Derby Cups de 2004 i 2005.

### 2005–2007: Final de la Superlliga i Challenge Cup
El 2005, l'UTC va sol·licitar el seu ingrés a la Superlliga, la màxima categoria de la lliga professional de rugbi a Europa. Va ser seleccionat abans que el Tolosa Olimpic i el Vilanuèva XIII per entrar a la lliga la temporada 2006. La franquícia va rebre el nom de Catalans Dragons; l'UTC va romandre al Campionat de França com a club reserva. El club es va fixar com a objectiu que el 75% dels jugadors estiguessin qualificats per jugar amb França.
Els Catalans no són el primer equip francès que juga a la Superlliga, però el primer, el París Saint-Germain, només va durar dues temporades. Tots dos disciplines de rugbi (a 15 i a 13) tenen el seu bastió al sud-oest de França, i el nord del país és més procliu al futbol. Els jugadors cedits pels clubs de la lliga francesa havien de jugar també als seus clubs, entrenar-se al sud i fer el llarg viatge a París o Anglaterra per als partits.
Per assegurar-se que els catalans tinguessin a la seva disposició els millors jugadors francesos, la lliga francesa de rugbi va decidir permetre'ls fitxar jugadors d'altres clubs francesos sense pagar drets de traspàs. A més, la lliga no els descendiria de la Superlliga durant tres anys, encara que acabessin últims. Els catalans van guanyar el seu primer partit de la Superlliga per 38-30 contra el Wigan l'11 de febrer del 2006, a l'Estadi Aimé Giral. El club es va trobar amb una dura etapa d'aprenentatge en la seva primera temporada a la Superlliga. Molts dels jugadors francesos menys experimentats van patir cansament cap al final d'una campanya esgotadora i marcada per les lesions. Una baixa especial va ser la del principal creador de joc i capità de l'equip, Stacey Jones, que es va perdre gran part de la temporada per una fractura al braç. L'equip va acabar últim a la taula, però gràcies a l'exempció de tres anys del descens acordat anteriorment, es va mantenir a la Superlliga.
L'any 2007 va ser testimoni d'una forta contractació per part del nou entrenador, Mick Potter, amb una sèrie de fitxatges d'alt nivell procedents d'Austràlia, com ara Clint Greenshields, Casey McGuire, Jason Croker i Aaron Gorrell, tots veterans de la NRL. Gorrell, un talonador que xuta la pilota, va impressionar el primer mes, però va patir una greu lesió de genoll en la victòria del febrer sobre el Leeds i es va perdre la resta de la temporada. El 10 de març del 2007, es va anunciar que el talonador dels Newcastle Knights Luke Quigley cobriria l'absència de Gorrell durant la resta de la campanya, però diversos jugadors van patir lesions al llarg de la mateixa.
El 29 de juliol del 2007, els catalans es van convertir en el primer equip francès i el primer equip no britànic a arribar a la final de la Challenge Cup després de vèncer el Wigan per 37-24 en la semifinal. Els catalans van perdre la final de la Challenge Cup 2007 contra St. Helens a l'estadi de Wembley el 25 d'agost del 2007. També van aconseguir acabar la temporada 2007 fora de la part baixa de la taula, acabant la temporada en un respectable desè lloc.

### 2008–2017:Playoffsi progrés

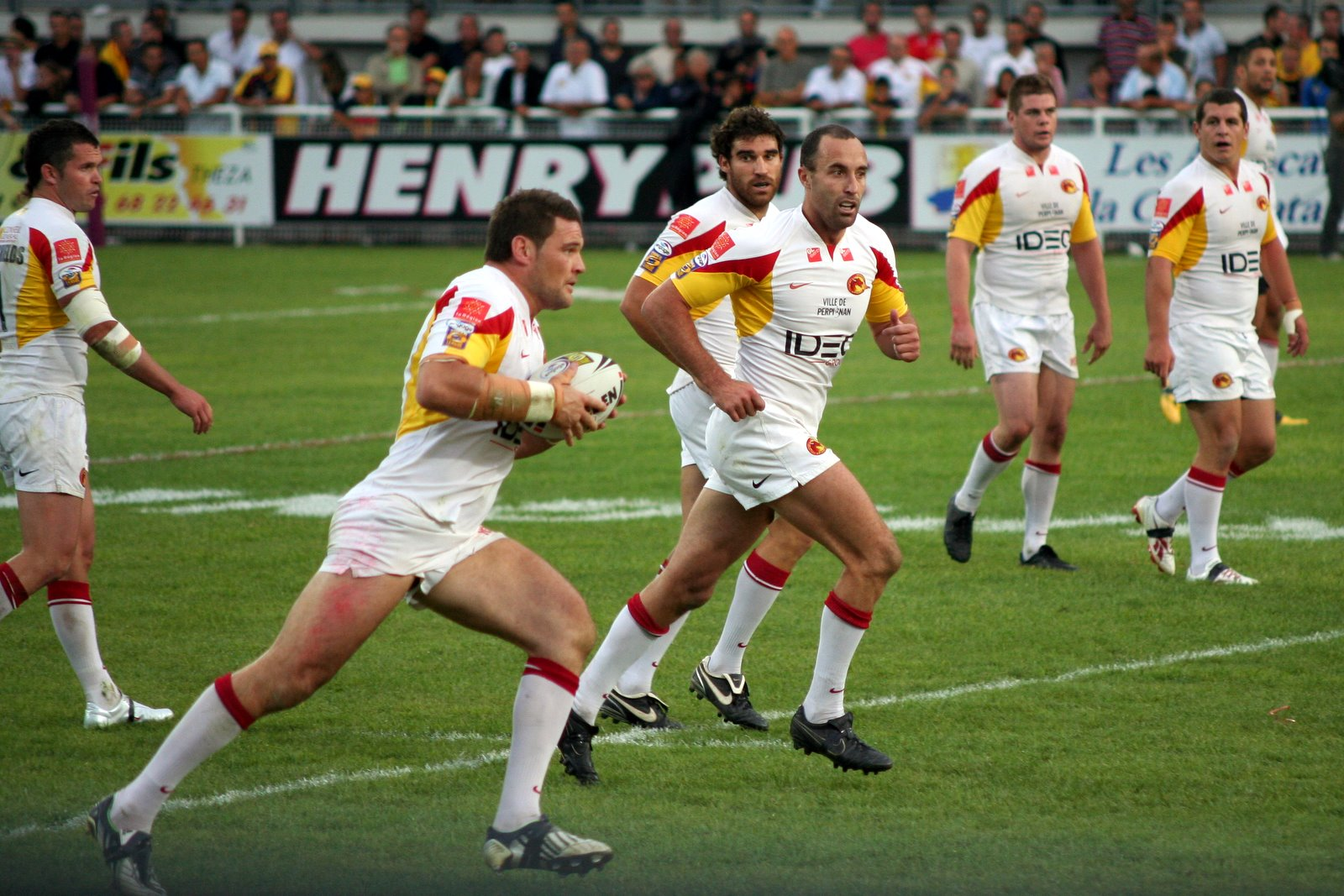
L'equip Catalans Dragons jugant al Gilbert Brutus l'any 2009

El 2008, els catalans es van assegurar el seu primer lloc als playoffs en acabar tercers en la classificació, en gran part gràcies a la seva feroç davantera. Van derrotar els Warrington Wolves per 46-8 en el seu primer partit de playoffs el 13 de setembre a Perpinyà, però el 20 de setembre van veure com el Wigan Warriors els remuntava el que havia estat un partit igualat a la segona part de la seva semifinal eliminatòria, amb victòria final del Wigan per 50-26. L'entrenador Mick Potter va deixar els Dracs al final de la temporada 2008 per substituir Daniel Anderson al St Helens.
El 2009, va protagonitzar dues fites històriques per a l'esport de la lliga de rugbi a Europa. El 23 de maig, en el partit contra el Crusaders gal·lès, ambdós clubs van disputar el primer partit de la Superlliga en què no participava un equip anglès. El 20 de juny també es va fer història, quan el club va disputar el primer partit de la Superlliga a Catalunya, a l'Estadi Olímpic Lluís Companys de Barcelona, seu dels Jocs Olímpics d'estiu del 1992, contra el Warrington. Els Dracs guanyaven per 10-6 al descans, però Warrington va acabar guanyant per 12-24. L'objectiu d'aquest darrer partit era promocionar l'esport a Catalunya, per a la qual cosa es van vendre unes 1.000 entrades a la zona, i el partit va ser televisat pel canal El 33. Immediatament després del partit, Walters va comentar que l'esdeveniment a Catalunya podria convertir-se en anual, complementant pel que sembla els comentaris del director general del club sobre la utilització d'un nou enllaç d'alta velocitat entre Perpinyà i Catalunya, que suposadament començaria a funcionar en un termini de dos anys.
El 2016 els Catalans Dragons van celebrar deu anys a la competició de Superlliga. Després d'una campanya de reclutament, en què es van produir diversos fitxatges procedents de la NRL, les expectatives eren altes. Després de les derrotes inicials davant el Wigan i el Hull FC, els Dracs es van imposar al Leeds per 32-28 a la tercera jornada i, a continuació, van aconseguir set victòries en els seus vuit partits següents. Després de la victòria per 42-32 sobre Salford a finals d'abril, l'equip de Laurent Frayssinous es va situar segon a la taula, empatat a punts amb el líder Warrington. No obstant, una sèrie de lesions de jugadors clau a la segona meitat de la temporada els va fer baixar de posicions. Els catalans van perdre els seus sis últims partits de la temporada regular, fet que els va portar als Super 8 a dos punts del quart classificat, St Helens. Cinc derrotes en set partits els van fer acabar la temporada en sisena posició i quedar fora dels play-offs. Després de dos anys difícils al Huddersfield, Jodie Broughton va començar la seva carrera al sud de França. L'extrem va anotar 19 marques el 2016, incloent quatre en la victòria dels Dracs per 30-12 sobre St Helens a l'abril. Todd Carney va ser alliberat després de dues temporades amb els Catalans.

### 2018–actualitat: Èxits
El 25 d'agost de 2018, Catalans Dragons va guanyar el seu primer trofeu de Rugby League, després de derrotar Warrington 20-14 a la final de la Challenge Cup 2018, convertint-se de pas en el primer equip no anglès en guanyar la competició.
Durant la temporada 2019, Catalans Dragons va celebrar el seu partit a casa contra Wigan al Camp Nou. Va ser el primer de la Superlliga jugat a la península ibèrica i va atreure una assistència rècord per a un partit de la Superlliga fora de la Gran Final de 31.555 espectadors. El partit es va saldar amb una victòria dels Dragons per 33-16.
El 28 de gener de 2020, els Catalans Dragons van anunciar que havien fitxat Israel Folau tot i que aquest sostenia l'ensenyament bíblic que aquells que practiquen l'homosexualitat sense penedir-se'n aniran a l'infern (arribant a suggerir que els incendis forestals australians de 2019- 20 eren el judici de Déu sobre Austràlia per permetre el matrimoni entre persones del mateix sexe i l'avortament). Els Wigan Warriors van respondre dient que el seu proper partit contra els Catalans es diria el Dia de l'Orgull.
El 2021, els Catalans van guanyar per primera vegada el League Leaders' Shield de la Superlliga, després d'una victòria a la pròrroga per un punt d'or (31-30) sobre el vigent campió, el St Helens, durant el Magic Weekend. El 9 d'octubre del 2021, el Catalans va jugar per primera vegada a la seva història la gran final de la Super League, amb el St Helens com a rival. Catalans va liderar el partit a la segona meitat, però un assaig tardà de St Helens va fer que els Dracs perdés 12-10. A la temporada 2022 de la Super League, Catalans va acabar 4t a la taula i es va classificar per als playoffs. El club seria eliminat dels playoffs en la primera setmana, patint una sorprenent derrota per 20-10 contra el Leeds.
El 2023 l'equip va tornar a assolir la final de la Superlliga europea, però la va perdre davant dels Wigan Warriors (2-10). Durant la temporada regular ambdós equips van quedar empatats a punts en la primera posició.

## Estadi

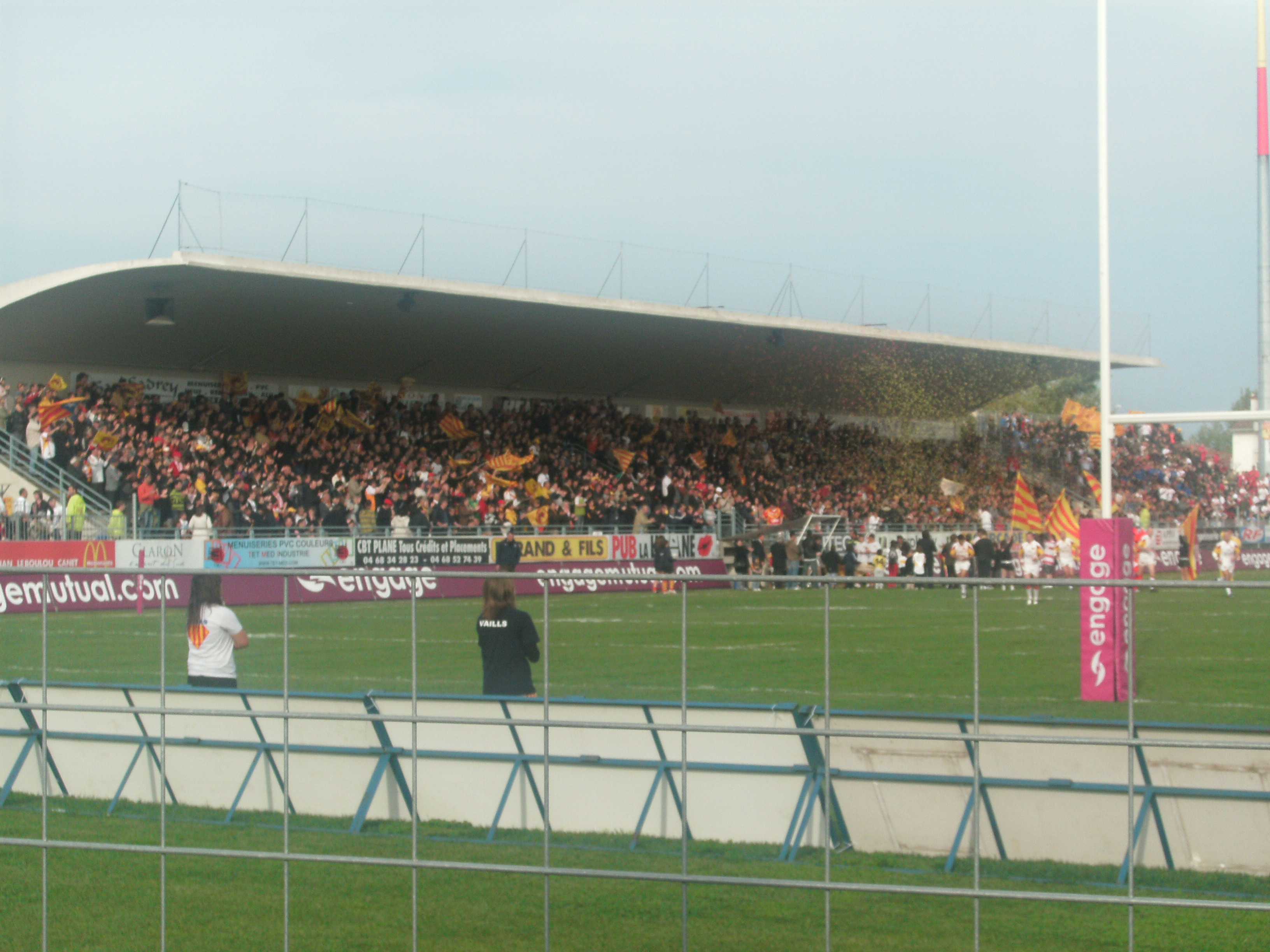
Estadi Gilbert Brutus

L'Estadi Gilbert Brutus és l'estadi de rugbi a 13 on els Dragons Catalans disputen els seus partits, que té capacitat per a 9.000 espectadors. Va ser inaugurat el 1962. L'estadi situat a Perpinyà ha viscut la història més recent del club, destacant la participació en la Superlliga europea de rugbi a 13. Va ser, durant els anys 70 i els anys 80 un terreny molt utilitzat tant per al rugbi a 13 com per al rugbi a 15 a l'àrea catalana de Perpinyà. Durant la dècada de 1970 se sotmetria al seu primer conjunt de construccions amb la instal·lació de grades amb seients.

## Símbols

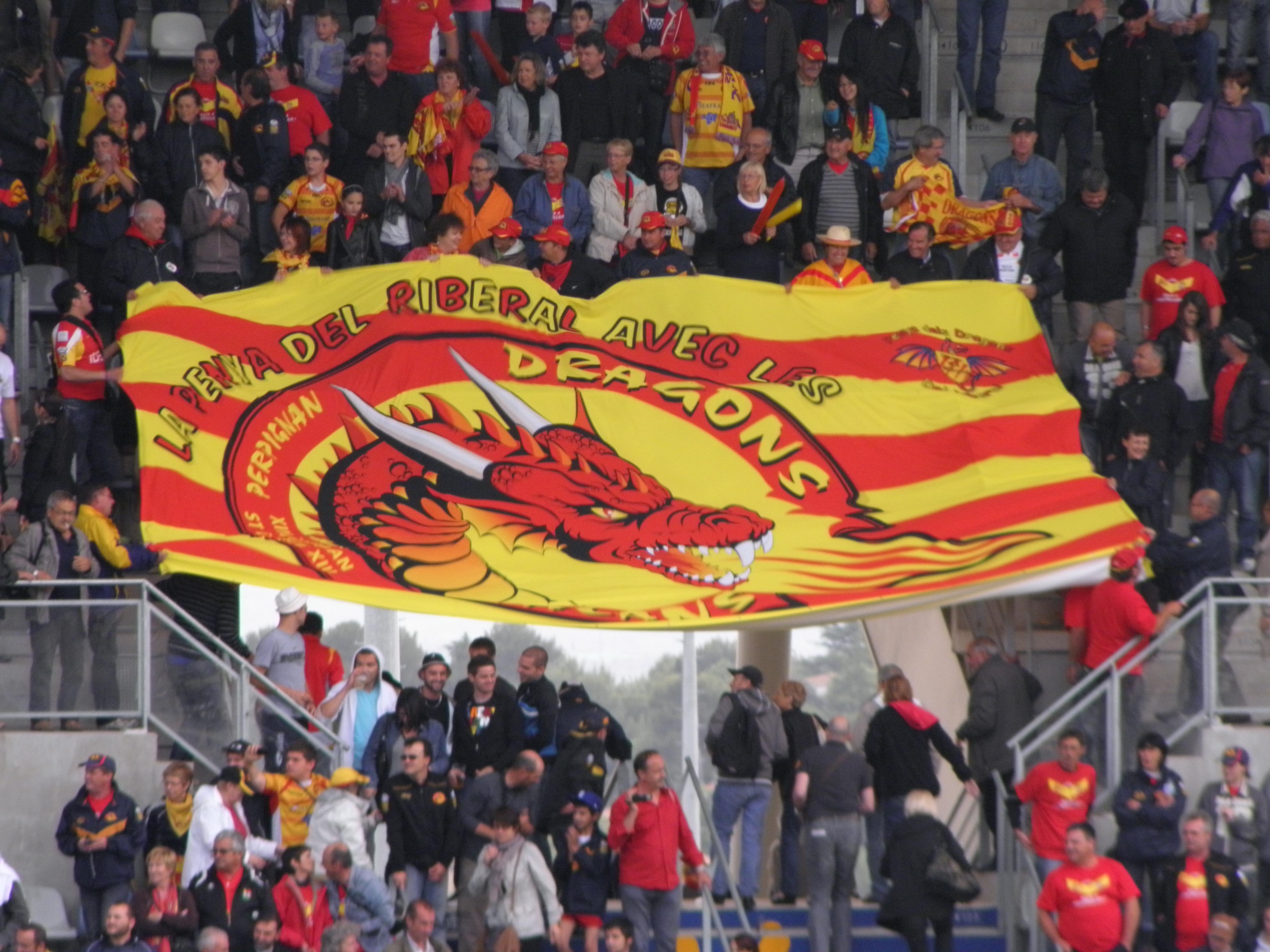
Aficionats dels Dracs Catalans a Wigan (4 de juny de 2011)

### Colors
Els Dracs Catalans enarboren els colors tradicionals de la bandera i l'escut catalans, que són la sang i l'or. L'origen d'aquests colors procedeix de l'escut d'armes dels Comtes de Barcelona, un dels més antics d'Europa en tela, que data del segle ix.

### Himne
L'himne oficial del club des del 2006 és els Segadors, himne nacional de Catalunya.

## Palmarès[15]
- Superlliga europea: campió temporada regular (2021), semifinalista (2009, 2014, 2020), finalista (2021, 2023)
- Challenge Cup: semifinalista (2010), finalista (2007), campió (2018)

## Temporades
| Any  | Temporada regular Super League | Temporada regular Super League | Temporada regular Super League | Temporada regular Super League | Temporada regular Super League | Temporada regular Super League | Temporada regular Super League | Temporada regular Super League | Play-offs Super League | Play-offs Super League | Play-offs Super League | Play-offs Super League | Play-offs Super League | Play-offs Super League | Play-offs Super League | Challenge Cup    | Challenge Cup |
| ---- | ------------------------------ | ------------------------------ | ------------------------------ | ------------------------------ | ------------------------------ | ------------------------------ | ------------------------------ | ------------------------------ | ---------------------- | ---------------------- | ---------------------- | ---------------------- | ---------------------- | ---------------------- | ---------------------- | ---------------- | ------------- |
| Any  | Classificació                  | Punts                          | PJ                             | V.                             | E.                             | D.                             | PF.                            | PC.                            | Classificació          | PJ                     | V.                     | E.                     | D.                     | PF.                    | PC.                    | Classificació    |               |
| 2006 | 12è                            | 16                             | 28                             | 8                              | 0                              | 20                             | 601                            | 894                            | No classificat         | 0                      | 0                      | 0                      | 0                      | 0                      | 0                      | Quarts de final  |               |
| 2007 | 10è                            | 21                             | 27                             | 10                             | 1                              | 16                             | 570                            | 685                            | No classificat         | 0                      | 0                      | 0                      | 0                      | 0                      | 0                      | Final            |               |
| 2008 | 3r                             | 34                             | 27                             | 16                             | 2                              | 9                              | 694                            | 625                            | Play-off 2             | 2                      | 1                      | 0                      | 1                      | 72                     | 58                     | Vuitens de final |               |
| 2009 | 8è                             | 26                             | 27                             | 13                             | 0                              | 14                             | 613                            | 660                            | Semifinal              | 3                      | 2                      | 0                      | 1                      | 61                     | 49                     | Vuitens de final |               |
| 2010 | 14è                            | 12                             | 27                             | 6                              | 0                              | 21                             | 409                            | 747                            | No classificat         | 0                      | 0                      | 0                      | 0                      | 0                      | 0                      | Semifinal        |               |
| 2011 | 6è                             | 31                             | 27                             | 15                             | 1                              | 11                             | 689                            | 626                            | Play-off 2             | 2                      | 1                      | 0                      | 1                      | 56                     | 50                     | Vuitens de final |               |
| 2012 | 4t                             | 36                             | 27                             | 18                             | 0                              | 9                              | 812                            | 611                            | Play-off 2             | 2                      | 0                      | 0                      | 2                      | 26                     | 73                     | Quarts de final  |               |
| 2013 | 7è                             | 28                             | 27                             | 13                             | 2                              | 12                             | 619                            | 604                            | Play-off 1             | 1                      | 0                      | 0                      | 1                      | 4                      | 14                     | Quarts de final  |               |
| 2014 | 7è                             | 29                             | 27                             | 15                             | 1                              | 12                             | 733                            | 667                            | Semifinal              | 3                      | 2                      | 0                      | 1                      | 54                     | 66                     | Vuitens de final |               |
| 2015 | 7è                             | 28                             | 30                             | 13                             | 2                              | 15                             | 739                            | 770                            | No classificat         | 0                      | 0                      | 0                      | 0                      | 0                      | 0                      | Quarts de final  |               |
| 2016 | 6è                             | 30                             | 30                             | 15                             | 0                              | 15                             | 723                            | 716                            | No classificat         | 0                      | 0                      | 0                      | 0                      | 0                      | 0                      | Quarts de final  |               |
| 2017 | 13è                            | 25                             | 31                             | 12                             | 1                              | 18                             | 625                            | 843                            | No classificat         | 0                      | 0                      | 0                      | 0                      | 0                      | 0                      | Vuitens de final |               |
| 2018 | 7è                             | 25                             | 30                             | 12                             | 1                              | 17                             | 596                            | 750                            | No classificat         | 0                      | 0                      | 0                      | 0                      | 0                      | 0                      | Campió           |               |
| 2019 | 7è                             | 26                             | 29                             | 13                             | 0                              | 16                             | 533                            | 745                            | No classificat         | 0                      | 0                      | 0                      | 0                      | 0                      | 0                      | Quarts de final  |               |
| 2020 | 4t                             | 16                             | 13                             | 8                              | 0                              | 5                              | 376                            | 259                            | Semifinal              | 2                      | 1                      | 0                      | 1                      | 28                     | 62                     | Quarts de final  |               |
| 2021 | 1r                             | 38                             | 23                             | 19                             | 0                              | 4                              | 688                            | 398                            | Final                  | 2                      | 1                      | 0                      | 1                      | 38                     | 22                     | Quarts de final  |               |
| 2022 | 4t                             | 32                             | 27                             | 14                             | 0                              | 12                             | 539                            | 513                            | Play-off 1             | 1                      | 0                      | 0                      | 1                      | 10                     | 20                     | Quarts de final  |               |
| 2023 | 2n                             | 40                             | 27                             | 20                             | 0                              | 7                              | 722                            | 420                            | Final                  | 2                      | 1                      | 0                      | 1                      | 14                     | 16                     | Vuitens de final |               |

## Curiositats

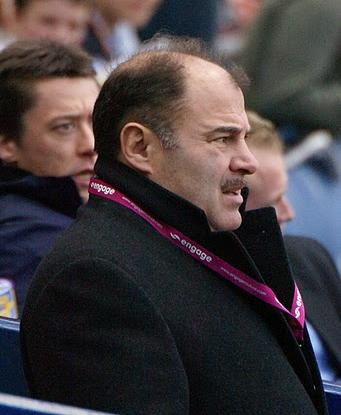
Bernard Guasch, president dels Dracs Catalans des de la seva creació.

- És l'únic equip no britànic en haver arribat a la final de la Challenge Cup, i en guanyar-la en un dels dos cops que ho va fer.
- El 18 de maig de 2019 els Dracs Catalans van jugar un partit de la Challenge Cup al Camp Nou de Barcelona, on van presentar el trofeu aconseguit l'any anterior (2018) en la final de Wembley del mateix torneig contra l'equip anglès de Warrington Wolves, amb una assistència de 31.555 espectadors.[16][17]
- El seu equip d'esport adaptat fundat el 2008, Dragons Handi Rugby XIII, domina el Campionat de França amb nou títols (2008, 2009, 2010, 2012, 2013, 2014, 2015, 2016, 2018 i 2019). Compta amb molts internacionals francesos (Gilles Clausells, Nicolas Clausells) que van guanyar la Copa del Món el 2013 i el 2017.
- Els seu equip filial masculí i l'equip femení juguen la lliga francesa i la Copa de França amb el nom de Sant Esteve XIII Català.
- El club compta amb uns 5.000 abonats i una assistència mitjana de 9.000 espectadors als seus partits de la Superlliga europea.
- Atesa la seva participació en la Challenge Cup, el club proporciona un ministeri de culte per als jugadors, que depèn directament de l'autoritat britànica Sports Chaplaincy UK, una associació cristiana britànica, i de fet és independent de les autoritats franceses.